# Soós Ilona
Soós Ilona (Kolozsvár, 1903 – Budapest, 1975. október 20.) erdélyi magyar gyógyszerész, kémiai szakíró.

## Életútja, munkássága
Középiskoláit a kolozsvári Marianum Leánygimnáziumban, egyetemi tanulmányait az I. Ferdinand Egyetem gyógyszerészeti szakán végezte 1927-ben. A Bolyai Tudományegyetem, majd a BBTE szervetlen kémia tanszékén volt tanár nyugdíjazásáig (1973). Szakdolgozatai a Kémikusok Lapja, Studia Universitatis Bolyai, Studia Universitatis Babeş–Bolyai szaklapokban jelentek meg.

## Egyetemi jegyzetei
- Bevezetés a szervetlen analitikai kémiába. I rész. Minőségi analízis; II. rész. Mennyiségi analízis (Kolozsvár, 1948; újrakiadás Kolozsvár, 1950);
- Bevezetés a szervetlen kémiába (Kolozsvár, 1948; újrakiadás, Kolozsvár, 1956).
- Magyar Autonóm Tartomány ásványvizei és gázömlései (társszerző, Bukarest 1957);
- Szervetlen kémia c. kézikönyv (Bukarest, 1963).